# Каменских, Настя
Настя Каменских, полное имя Анастаси́я Алексе́евна Каме́нских (укр. Анастасія Олексіївна Каменських; род. 4 мая 1987, Киев, Украинская ССР) — украинская певица, актриса, ведущая, судья и наставница украинского вокального шоу «Х-Фактор», шоу «Голос страны» и шоу «Маска». С 2017 года выступает под псевдонимом NK.

## Биография
Родилась 4 мая 1987 года в Киеве. Мать — Лидия Петровна Каменских (род. 6 ноября 1955), певица Национального академического народного хора имени Г. Г. Верёвки. Отец — Алексей Иосифович Жмур (16 мая 1939 — 25 января 2021), в молодости был капитаном сборной «Динамо» по волейболу, а позже стал концертным директором хора имени Г. Г. Верёвки. Крёстная мать — певица хора имени Григория Верёвки, народная артистка Украины Алла Кудлай.
В пять лет уехала во Францию по программе обмена, где пробыла два месяца. В шесть лет по такой же программе поехала в Италию, там она выучила язык и посещала местную школу, прожив в Италии семь лет.
В Киеве училась в Печерской гимназии. В 15 лет окончила музыкальную школу по классу фортепиано. Восемь лет профессионально занималась танцами — балетом. После школы поступила в USA Wisconsin International University in Ukraine на факультет «Внешнеэкономическая деятельность», где преподавание ведётся на английском языке.

### Музыкальная карьера
Карьера певицы началась в 2004 году, когда она выступила на фестивале «Черноморские игры», собрав награды и гран-при фестиваля. Спустя год на сцене в Лондоне ей была присуждена награда UBN Awards в номинации «Открытие года».
В 2006 году вместе с Алексеем Потапенко основала дуэт «Потап и Настя». В 2008 году состоялся релиз дебютного альбома «Не пара». В 2017 году Каменских прекратила сотрудничество с Mozgi, создала компанию NICE2CU и запустила сольный проект NK.

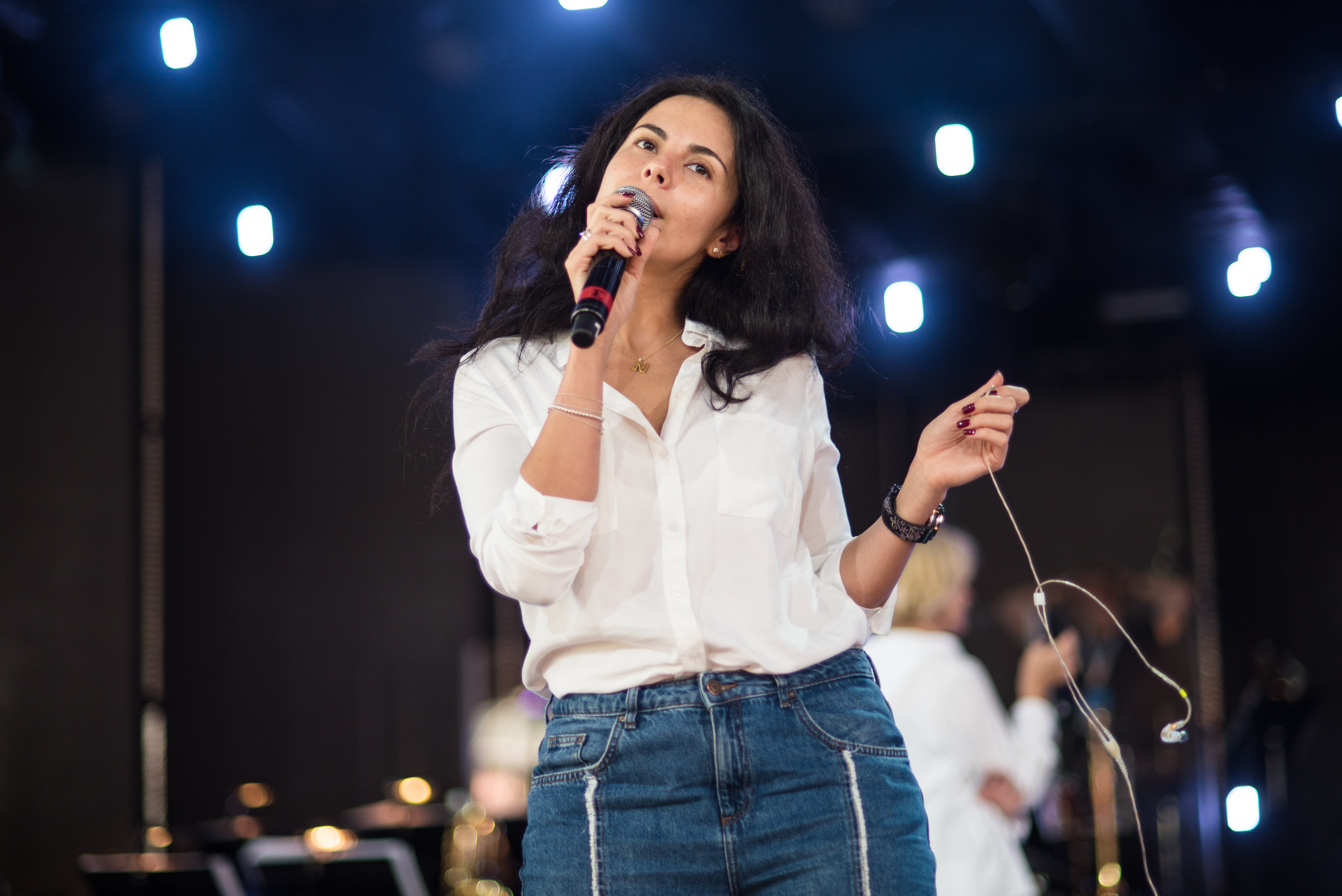
На фестивале «Лайма. Рандеву. Юрмала 2017»

В 2017 году певица выпустила дебютный сольный клип «#ЭтоМояНочь». В том же году выпустила рождественский альбом и телешоу «Xmas with NK». Релиз дебютного сольного альбома NK «No Komments» из 10 треков состоялся сразу на 3 языках. Авторский украиноязычный трек «Тримай» получил награду «Лучший эстрадный хит», держался в топах украинских чартов почти год и стал первым украинским треком, который прозвучал на волнах итальянского радио RAI RADIO.
Дважды признана певицей года по версии М1 Music Awards, получила награду за лучший клип и «Червона Рута» совместно с радиостанцией «Русское Радио Україна» за трек «Обіцяю», получила звание «Певица года» по версии Cosmopolitan Awards 2018, стала Newsmaker of the Year 2017 и International Star по версии ТРК Украина, Лучшая исполнительница по версии премии YUNA в 2020 году и др.

### Успех в Латинской Америке
Родители Каменских некоторое время жили в Мексике, её любимой песней была мексиканская народная «Cucurrucucu, paloma».
В сентябре 2018 Каменских представила свой первый англо-испаноязычный трек «Peligroso». Он попал в музыкальный чарт Billboard, где находился два месяца. Трек прозвучал на утреннем шоу ¡Despierta América!, Total Acceso и Noticias на телеканале Telemundo.
Выпустила совместный ремикс на трек «Peligroso» с De La Ghetto, исполнителем реггетона.

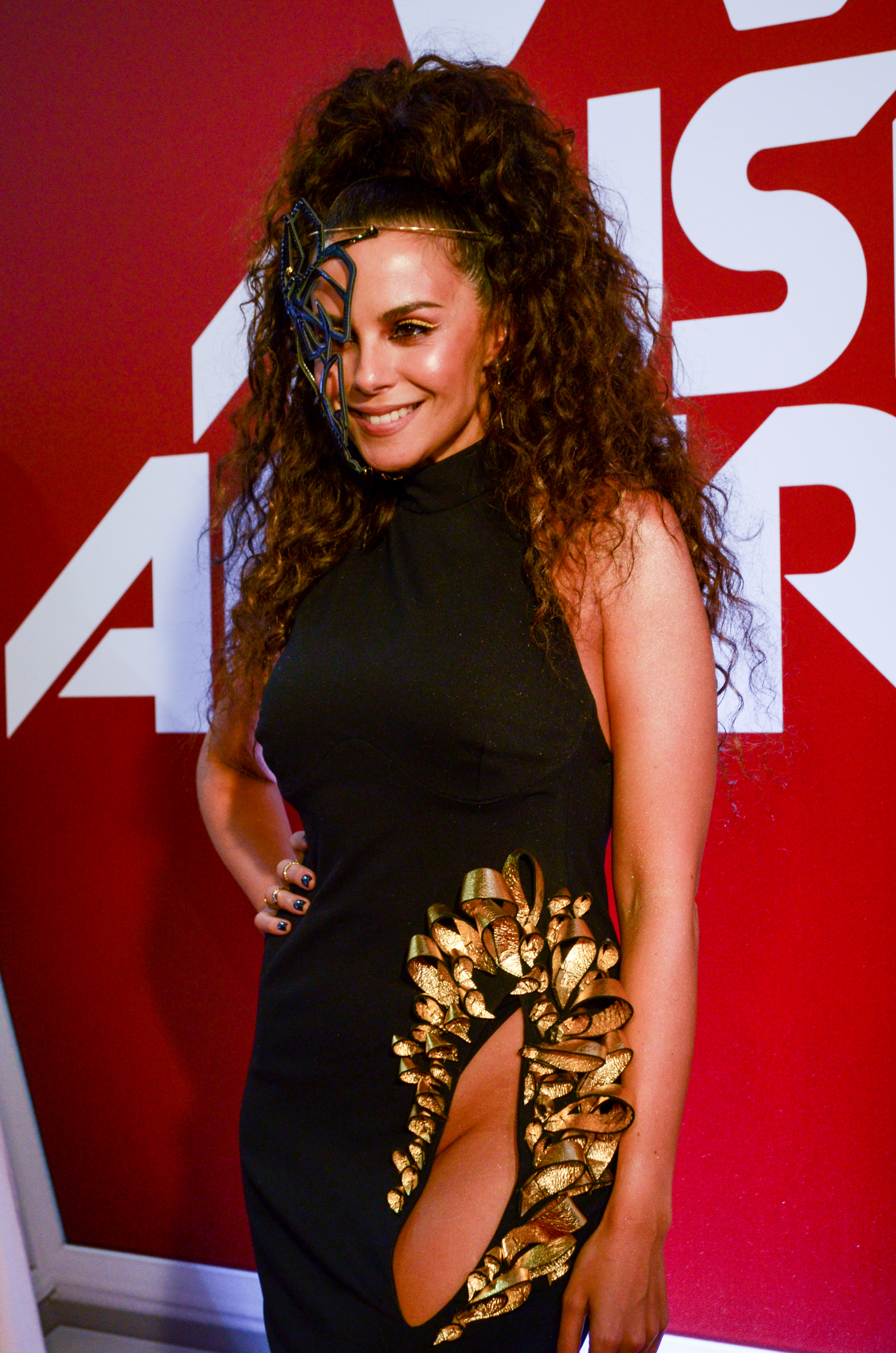
Каменских на фестивале M1 Music Awards 2019

В этом же году Каменских выпустила песню «Elefante» и клип на неё. Снялась в мексиканском фешн-шоу «Cuídate de la Cámara». Вскоре трек попал в авторитетный мировой чарт Shazam Global. Песня также завоевала популярность среди топовых латиноамериканских блогеров, которые запустили челлендж под песню украинской поп-дивы, сняв более 2 миллионов креативных видео в соцсети TikTok. Трек также попал на главную страницу латиноамериканского ТikTok, в плейлисты Viral и Puro Flow.
В начале 2020 года Каменских выпустила трек «Miami» с исполнителем реггетона Jacob Forever и Jessy Frank.
14 февраля представила коллаборацию с испанским исполнителем Juan Magan — клип на трек «Lollipop».
Летом 2020 года Каменских анонсировала выход клипа на трек «A Huevo», премьера состоялась 4 сентября. 18 сентября представила испаноязычный альбом Ecléctica.

### Общественная позиция
В апреле 2022 года Насте Каменских был запрещён въезд в Россию на 50 лет за поддержку Украины и осуждение российского военного вторжения.

## Карьера на телевидении
В 2007 — участница «Танцы со звездами» на канале 1+1 на Украине.
В 2008 — звёздная участница телевизионного проекта на Первом канале «Две звезды» в России.
В 2010 — звёздная участница проекта на канале 1+1 «Звезда + Звезда» на Украине.
В 2010 — телеведущая утренней программы «Guten Morgen» на музыкальном канале М1 на Украине.
С 2016 года — ведущая детской версии программы «Рассмеши комика. Дети» на канале 1+1 на Украине.
С 2017 года — судья и наставник вокального шоу «X-Factor» на телеканале СТБ. Певице с неоценимым опытом была доверена важная миссия — найти настоящие таланты и указать в правильном направлении на пути творческого развития.
В 2018 году, коллектив ZBSband, чьей наставницей была Настя Каменских, одержал победу в 9-м сезоне шоу и стал первой группой, которая когда-либо побеждала в рамках украинского «X-Factor».
В 2020-м Каменских заняла кресло тренера вокального шоу «Голос країни», и впервые в истории проекта для их с ПТП команды продюсеры изменили правила и позволили создать дуэт из участников, так как Настя не была готова отпустить ни одного из них.
В январе 2021 года становится членом звёздных детективов на ТРК Украина в шоу «Маска».

## Инфлюенсер в соцсетях
20 мая 2015 года Каменских создала канал «NKblog». Продолжением NKblog стал аккаунт в Instagram. Во время карантина в связи со всемирной пандемией COVID-19 провела цикл спортивных тренировок в прямом эфире Инстаграм. Разработала и запустила на YouTube проект с видеотренировками.

## Собственная линия одежды
В 2017 году Каменских запустила бренд спортивной одежды «NKsport» совместно с украинским шопинг-клубом modnaKasta.

## Благотворительность
С 2017 года является постоянной участницей Charity Weekend. Собранные с мероприятий средства направляются в ГУ Институт травматологии и ортопедии НАМН Украины. В 2017 году также Каменских начала поддерживать благотворительный фонд «Жизнелюб».
В 2020 году Каменских присоединилась к проекту от ЮНИСЕФ и Минцифры. Снялась в образовательном сериале для подростков, который призван рассказать о том, как распознать и прекратить кибербуллинг.
В августе 2020 присоединилась к ежегодной акции от фонда Tabletochki «Благотворительность вместо цветов».

## Дискография

### Студийные альбомы

#### В составе группы Потап и Настя
- 2008 — «Не пара»
- 2009 — «Не люби мне мозги»
- 2013 — «Всё пучком»
- 2015 — «Щит и Мяч»

#### Сольные альбомы
- 2018 — No Komments
- 2021 — «Красное вино»

#### Мини-альбомы
- 2017 — Xmas with NK
- 2020 — Ecléctica

### Синглы

#### В составе группы Потап и Настя
- Без любви (2006)
- Непара (2007)
- Крепкие орешки (2007)
- На раЁне (2008)
- Почему (2008)
- Не люби мне мозги (2009)
- Внатуре (2009)
- Разгуляй (2009)
- Новый год (2009)
- Край ми э ривер (2010)
- Чумачечая весна (2011)
- Выкрутасы (2011)
- Мы отменяем К. С. (2011)
- Если вдруг (2011)
- Прилелето (2012)
- Улелето (2012)
- Любовь со скидкой (2012)
- РуРуРу (2013)
- Вместе (2013)
- Всё пучком (2013)
- Уди Уди (2014)
- Бумдиггибай (2015)
- Стиль собачки (2015)
- Умамы (2016)
- Я……Я (2017)

#### Сольно
| Год  | Сингл                                     | Альбом       |
| ---- | ----------------------------------------- | ------------ |
| 2005 | «Какая разница»                           | без альбома  |
| 2016 | «Абнимос/Досвидос» (feat. Надя Дорофеева) | без альбома  |
| 2017 | «#этомояночь»                             | NO KOMMENTS  |
| 2018 | «Дай мне»                                 | NO KOMMENTS  |
| 2018 | «Тримай»                                  | NO KOMMENTS  |
| 2018 | «Ты же не забыл» (feat. Любовь Успенская) | без альбома  |
| 2018 | «LOMALA»                                  | NO KOMMENTS  |
| 2018 | «Peligroso»                               | без альбома  |
| 2018 | «Попа как у Ким»                          | NO KOMMENTS  |
| 2019 | «8-ма марта» (feat. ZBS Band)             | без альбома  |
| 2019 | «Peligroso» (feat. De La Ghetto)          | без альбома  |
| 2019 | «Обiцяю»                                  | без альбома  |
| 2019 | «Elefante»                                | Ecléctica    |
| 2020 | «Miami» (feat. Jacob Forever)             | без альбома  |
| 2020 | «Lollipop» (feat. Juan Magan)             | без альбома  |
| 2020 | «Воспоминания»                            | без альбома  |
| 2020 | «A Huevo»                                 | Eclèctica    |
| 2020 | «VIBE»                                    | Красное вино |
| 2021 | «Почуття»                                 | Красное вино |
| 2021 | «Девочки рулят»                           | Красное вино |
| 2021 | «Ма»                                      | Красное вино |
| 2021 | «Красное вино»                            | Красное вино |
| 2022 | «Я — Україна»                             | без альбома  |
| 2022 | «Коли мине війна»                         | без альбома  |
| 2022 | «Кришталь»                                | без альбома  |
| 2022 | «Мама-Зима»                               | без альбома  |
| 2023 | «Душа»                                    | без альбома  |

## Фильмография
- 2009 — Красная шапочка — Красная шапочка.
- 2013 — «1+1 дома» — Камео.
- 2014 — «Алиса в стране чудес» — Мать Афанасия; мышонок Соня.
- 2014 — «7-й гном» — Пружинка.
- 2014 — «Бабай» — Ведьма.
- 2018 — «Татко гусак» — Уточка по имени Чи.
- 2019 — «Хостел» — Камео.

## Телевидение
- 2008—2009 — «Караоке против Народа»
- 2009—2010 — «Guten Morgen»
- 2010 — «Я люблю Украину»
- 2016—2019 — «Рассмеши комика. Дети»
- С 2017—2019 — «Х-Фактор»
- 2020 — «Голос країни»
- 2021 — «Маска»

## Клипы
| Год                              | Клип                             | Режиссёр                          | Альбом                           |
| В составе группы «Потап и Настя» | В составе группы «Потап и Настя» | В составе группы «Потап и Настя»  | В составе группы «Потап и Настя» |
| -------------------------------- | -------------------------------- | --------------------------------- | -------------------------------- |
| 2006                             | Без любви                        | Алексей Потапенко                 | без альбома                      |
| 2007                             | Не пара                          | Алексей Потапенко                 | Не пара                          |
| 2007                             | Крепкие орешки                   | Алексей Потапенко                 | Не пара                          |
| 2007                             | Внатуре                          | Алексей Потапенко                 | Не пара                          |
| 2008                             | Разгуляй                         | Алексей Потапенко                 | Не пара                          |
| 2008                             | На раЁне                         | Алексей Потапенко                 | Не люби мне мозги                |
| 2008                             | Почему                           | Алексей Потапенко                 | Не пара                          |
| 2009                             | Не люби мне мозги                | Алексей Потапенко                 | Не люби мне мозги                |
| 2009                             | Новый Год                        | Алексей Потапенко                 | без альбома                      |
| 2010                             | Край ми э Ривер                  | Алексей Потапенко                 | без альбома                      |
| 2010                             | Лето (Потап и его команда)       | Алексей Потапенко                 | без альбома                      |
| 2010                             | Чипсы, чиксы, лавандос (село),   | Алексей Потапенко                 | без альбома                      |
| 2011                             | Выкрутасы                        | Алексей Потапенко                 | без альбома                      |
| 2011                             | Чумачечая весна                  | Алексей Потапенко                 | Все пучком                       |
| 2011                             | Мы отменяем К. С.                | Алексей Потапенко                 | Все пучком                       |
| 2011                             | Если вдруг                       | Алексей Потапенко                 | Все пучком                       |
| 2012                             | Прилелето                        | Алексей Потапенко                 | Все пучком                       |
| 2012                             | Улелето                          | Алексей Потапенко                 | Все пучком                       |
| 2012                             | Awesome summer                   | Алексей Потапенко                 | Все пучком                       |
| 2012                             | Любовь со скидкой                | Алексей Потапенко                 | Все пучком                       |
| 2013                             | РуРуРу                           | Алексей Потапенко                 | Все пучком                       |
| 2013                             | Вместе                           | Алексей Потапенко                 | Все пучком                       |
| 2013                             | Всё пучком                       | Леонид Колосовский                | Все пучком                       |
| 2014                             | Уди Уди                          | Алексей Потапенко                 | без альбома                      |
| 2015                             | Бумдиггибай                      | Алексей Потапенко                 | Щит                              |
| 2015                             | Стиль собачки (feat. Бьянка)     | Леонид Колосовский                | Щит                              |
| 2016                             | Умамы                            | Леонид Колосовский                | без альбома                      |
| 2016                             | Золотые киты                     | Леонид Колосовский                | без альбома                      |
| 2017                             | Я…….Я (ЯдовитаЯ)                 | Леонид Колосовский                | без альбома                      |
| Сольная карьера                  |                                  |                                   |                                  |
| 2005                             | Какая разница                    | неизвестно                        | без альбома                      |
| 2017                             | #ЭТОМОЯНОЧЬ                      | Алан Бадоев                       | NO KOMMENTS                      |
| 2018                             | Дай мне                          | Таня Муиньо                       | NO KOMMENTS                      |
| 2018                             | Тримай (Lyric Video)             | Соня Плакидюк                     | NO KOMMENTS                      |
| 2018                             | LOMALA                           | Таня Муиньо                       | NO KOMMENTS                      |
| 2018                             | Peligroso (Lyric Video)          | Тата Белинина                     | без альбома                      |
| 2019                             | Попа как у Ким                   | Леонид Колосовский                | NO KOMMENTS                      |
| 2019                             | 8-ма марта (feat.ZBS Band)       | Владислав Онищенко, Богдан Буйлук | без альбома                      |
| 2019                             | Peligroso (feat. De La Ghetto)   | Тата Белинина                     | без альбома                      |
| 2019                             | Обiцяю                           | Денис Маноха, Максим Шелковников  | без альбома                      |
| 2019                             | Elefante                         | Леонид Колосовский                | Ecléctica                        |
| 2020                             | Lollipop (feat. Juan Magan)      | Тата Белинина                     | без альбома                      |
| 2020                             | Воспоминания                     | Настя Каменских                   | без альбома                      |
| 2020                             | A Huevo                          | Леонид Колосовский                | Ecléctica                        |
| 2020                             | VIBE                             | Настя Каменских                   | Красное вино                     |
| 2021                             | Почуття                          | Леонид Колосовский                | Красное вино                     |
| 2021                             | Девочки рулят                    | Леонид Колосовский                | Красное вино                     |
| 2021                             | Красное вино                     | Тата Белинина                     | Красное вино                     |
| 2021                             | Sorry 2 (feat. Вася Демчук)      | Дмитрий Демянец                   | ТВА                              |
| 2022                             | Я — Украiна                      | неизвестно                        | ТВА                              |
| 2022                             | You Crying                       | неизвестно                        | ТВА                              |
| 2022                             | Коли мине вiна                   | неизвестно                        | ТВА                              |
| 2022                             | Кришталь                         | неизвестно                        | ТВА                              |

## Награды
Сольная карьера NK
| Год  | Премия                                   | Категория                   | Результат |
| ---- | ---------------------------------------- | --------------------------- | --------- |
| 2017 | Звёздный Путь (ТРК Украина)              | Ньюзмэйкер Года 2017        | Победа    |
| 2017 | Музыкальная платформа ТРК Украина        | Лучшая Рождественская песня | Победа    |
| 2018 | MEDIA SIESTA                             | Newsmaker of the Year 2018  | Победа    |
| 2018 | Музыкальная премия M1, 4 Сезона          | Видео зимы 2018             | Победа    |
| 2018 | Музыкальная премия М1, 4 Сезона          | Певица весны 2018           | Победа    |
| 2018 | Cosmopolitan Awards                      | Певица Года 2018            | Победа    |
| 2018 | Музыкальная премия M1, 4 Сезона          | Певица Года 2018            | Победа    |
| 2018 | Музыкальная премия M1, 4 Сезона          | Клип Года 2018              | Победа    |
| 2018 | Звёздный Путь (ТРК Украина)              | International Star 2018     | Победа    |
| 2019 | Музыкальная Премия YUNA                  | Лучший эстрадный хит        | Победа    |
| 2019 | Музыкальная премия M1, 5 Сезона          | Певица Года 2019            | Победа    |
| 2019 | Музыкальная премия M1, 5 Сезона          | Червона рута                | Победа    |
| 2019 | Х-фактор                                 | Любимая четверка судей      |           |
| 2019 | ТРК Украина                              | «Лучшая песня года 2019»    | Победа    |
| 2020 | Музыкальная премия М2, Золотая жар-птица | «Народный хит»              | Победа    |
| 2020 | Музыкальная премия М2, Золотая жар-птица | «Певица года»               | Победа    |
| 2020 | Музыкальная премия YUNA                  | Лучшая исполнительница      | Победа    |
| 2022 | Музыкальная премия YUNA                  | Лучшая исполнительница      | Победа    |